# Phryneta coeca
Phryneta coeca es una especie de escarabajo longicornio de la subfamilia Lamiinae. Fue descrita científicamente por Chevrolat en 1857.
Se distribuye por Angola, Camerún, Costa de Marfil, Gabón, Ghana, Guinea, Kenia, Mozambique, Nigeria, Uganda, República Centroafricana, República Democrática del Congo, República del Congo, Ruanda, Tanzania y Togo. Posee una longitud corporal de 19-32 milímetros. El período de vuelo de esta especie ocurre en los meses de enero, febrero, mayo, junio, julio, agosto, septiembre, octubre, noviembre y diciembre.
Phryneta coeca se alimenta de una gran variedad de plantas y arbustos de la familia Apocynaceae, Euphorbiaceae, Rhamnaceae, Sapotaceae y las subfamilias Asclepiadaceae y Caesalpinioideae, entre otras.